# فهرست تسلیحات پیاده‌نظام در جنگ جهانی دوم

## استرالیاوزلاندنو
تپانچه
- تپانچه Enfield No.2 Mk I
- Webley Mk.VI (.455) & Mk.IV (.38/200)
- Smith & Wesson "Victory"

تفنگ
- SMLE No.I Mk.III*
- Lee-Enfield No.4 Mk.I

مسلسل
- Austen Mk.I
- Owen
- Thompson M1928, M1928A1, M1, M1A1

تیربار
- تیربار سبک Bren
- تیربار سبک Lewis
- تیربار متوسط Vickers

## کانادا
تپانچه
- Browning FN-Inglis No.2 Mk.I* Pistol

تفنگ
- SMLE No.I Mk.III*
- Lee-Enfield No.4 Mk.I

مسلسل
- تفنگ استن
- Thompson M1928, M1928A1, M1, M1A1

تیربار
- تیربار سبک Bren
- تیربار متوسط Vickers

جنگ‌افزار ضد تانک
- PIAT (نورافکن، سرباز پیاده، ضد تانک)
- تفنگ، ضد تانک، .55 in, Boys

نارنجک
- No.36M Mk.I نارنجک تکه‌تکه شوندهٔ دستی

## فنلاند
تپانچه
- Lahti L-35

تفنگ
- M28-30

مسلسل
- Suomi-konepistooli KP-31

تیربار
- Lahti-Saloranta 26

جنگ‌افزار ضد تانک
- L-39 20 mm Lahti

## فرانسه
تپانچه
- Mle 1935

تفنگ
- Fusil MAS36
- Fusil MAS36 CR39
- M1grond

مسلسل
- MAS-38
- Chauchat

تیربار
- FM-24/29

## آلمان
تپانچه
- والتر په۳۸
- لوگر پ۰۸
- Sauer und Sohn Modell 1938 تپانچه نیمه خودکار (کمیاب) (250,000 produced very popular همراه افسران به‌عنوان وسیلهٔ خریداری شدهٔ شخصی)
- Selbstladepistole Modell 1932 تپانچه تمام خودکار (95,000 produced) {fact}
- Walther PP, PPK (خریداری شخصی برای افسران)
- Pistole 35(p) (کمیاب)
- برونینگ های-پاور (غنیمتی)

تفنگ
- کارابینر ۹۸کا
- Gewehr 41 (بسیار کمیاب - کمتر از ۵٬۰۰۰ قبضه)
- Gewehr 43 (کمیاب)
- Gewehr 33/40(t) تفنگ شلیک ناگهانی برای Gebirgsjäger (rare)
- Volkssturmgewehr 1-5 (بسیار کمیاب)

مسلسل
- په‌په‌شه
- ام‌پی ۴۰
- Maschinenpistole 28 (بیشتر بدست پلیس و SS بکار برده شده‌است)
- Maschinenpistole 35 (بیشتر بدست پلیس و SS بکار برده شده‌است)

تفنگ هجومی
- اس‌تی‌جی ۴۴
- Fallschirmjägergewehr 42 (بکار برده شده بدست Fallschirmjager. کمیاب)

تیربار
- MG 34
- ام‌گ ۴۲
- MG 26(t) (کمیاب)
- MG 35/36 (Knorr-Bremse) تیربار سبک، بکار برده شده بدست اس‌اس مسلح (کمیاب)

جنگ‌افزار ضد تانک
- Panzerfaust
- پانتسرشرک
- Panzerbüchse 38 & Panzerbüchse 39

تفنگ آتش‌افکن
- Einstoss Flammenwerfer tragbar
- شعله‌افکن ۳۵
- Flammenwerfer klein verbessert 40
- شعله‌افکن ۴۱
- Flammenwerfer 46

نارنجک
- نارنجک مدل ۲۴
- Model 39 Steilhandgranate نارنجک دستی یورشی

## ایتالیا
تپانچه
- Beretta Modello 1934
- Beretta Modello 1935
- Glisente M1910

مسلسل
- Beretta Modello 1918
- Moschetto Automatico Beretta 1938
- FNAB-43
- TZ-45

تفنگ
- Carcano M1891
- Carcano M1891 Moschetto da Cavalleria (کارابین سواره نظام)
- Carcano M1891TS Moschetto per Truppe Speciali (کارابین نیروهای ویژه)
- Carcano M1938 Carbine

تیربار
- Breda Modello 30
- Fiat-Revelli Modello 1914
- Fiat-Revelli Modello 1935
- Breda Modello 1937

نارنجک
- نارنجک

## ژاپن
تپانچه
- Nambu Type 14
- Type 26
- Nambu Type 94

تفنگ
- آریساکا
- تفنگ Type 38
- تفنگ Type 2
- تفنگ سواره نظام Type 38
- تفنگ Type 99
- تفنگ دورزن Type 97
- تفنگ سواره نظام Type 44

مسلسل
- Type 100 (کمیاب)

تیربار
- تیربار سبک Type 11
- تیربار سبک Type 96
- تیربار سبکType 97
- تیربار سبک Type 99
- تیربار سنگی Type 92
- تیربار سنگی Type 1
- تیربار سنگی Type 3
- تیربار سنگیType 4

نارنجک
- Type 10 نارنجک دستی/نارنجک پران تکه‌تکه شونده
- Type 91 نارنجک دستی/نارنجک پران تکه‌تکه شونده
- Type 97 نارنجک دستی تکه‌تکه شونده
- Type 99 نارنجک دستی/تفنگی تکه‌تکه شونده

تفنگ آتش‌افکن
- Type 93 / Type 100

نارنجک پران
- Type 10
- Type 89

## نروژ
تپانچه
- Colt M1914 - تپانچه نیمه خودکار Kongsberg Colt
- تپانچه Nagant M1893

تفنگ
- Krag-Jørgensen

مسلسل
- Sten (بدست گروه مقاومت نبرد نروژ بکار برده شد، نه ارتش )

تیربار
- Madsen M/22 - تیربار سبک
- Colt M/29 - تیربار سنگین

## لهستان
تپانچه
- Radom Pistolet wz.35 Vis

تفنگ
- Karabin wz.98a (kb wz.98a)
- Karabinek wz.29 (kbk wz.29)

مسلسل
- rkm Browning wz.1928
- Ckm wz.30

جنگ‌افزار ضد تانک
- Kb ppanc wz.35

## رومانی
- تپانچه STEYR M12 9mm
- تپانچه پرقدرت FN 9mm

## اتحاد جماهیر شوروی
تپانچه
- ناگانت ام۱۸۹۵
- Tokarev TT-30/TT-33

تفنگ
- Simonov AVS36 (کمیاب)
- Mosin-Nagant M1891/30, M1938, M1944
- Tokarev SVT-38, SVT-40

مسلسل
- PPD-34 (فقط ۴۲۰۰ قبضه ساخته شد)
- PPD-40
- په‌په‌شه
- PPS-42/43

تیربار
- تیربار سبک DP-28
- DShK 1938
- تیربار متوسط Maxim PM1910
- تیربار متوسط SG-43 Goryunov (کمیاب)

جنگ‌افزار ضد تانک
- PTRD-41 تفنگ شلیک ناگهانی ضد تانک
- PTRS-41 تفنگ ضد تانک نیمه خودکار

نارنجک
- F1 نارنجک دستی تکه‌تکه شونده
- RGD-33 نارنجک دستی تکه‌تکه شونده
- RG-41 نارنجک ضد تانک
- RG-42 نارنجک دستی تکه‌تکه شونده
- RPG-43 HEAT (High Explosive Anti-Tank - مواد منفجرهٔ پرقدرت ضد تانک) نارنجک دستی

تفنگ آتش‌افکن
- ROKS-2
- ROKS-3

## ایالات متحده آمریکا
تپانچه
- Colt M1911/A1
- تپانچه M1917 (کمیاب)
- Smith & Wesson M&P Victory Model (کمیاب)
- Colt general officers' model (ویژه افسران ژنرال)

تفنگ
- تفنگ ام۱ گرند
- M1 Carbine
- M1941 Johnson (بسیار کمیاب، بکار برده شده بدست مهاجمان دریایی در ابتدای جنگ)
- تفنگ اسپرینگفیلد ام۱۹۰۳ در اثر کمبود سلاح سازمانی ام۱ گرند استفاده می‌شد، سلاح تک تیرانداز
- تفنگ خودکار تفنگ اتوماتیک برونینگ(BAR browinig automatic rifle)

مسلسل
- Thompson M1928, M1928A1, M1, M1A1
- مسلسل دستی ام۳ معروف به تفنگ روغنی یا Grease gun
- Reising M50/55 (بسیار کمیاب)
- UD 42 (بسیار کمیاب، بکار رفته بدست OSS)

تیربار
- تیربار سنگینBrowning M1917A1
- تیربار متوسط ام۱۹۱۹ برونینگ
- تیربار سنگین ام۲ برونینگ

جنگ‌افزار ضد تانک
- راکت انداز، M1/A1 "Bazooka"
- راکت انداز، M9/A1 "Bazooka"

نارنجک
- نارنجک ام‌کی ۲

## بریتانیا
تپانچه
- تپانچه Enfield No.2 Mk.I "تپانچه، Revolver No.2 Mk.I"
- Webley Mk.VI (.455) & Mk.IV (.38/200)
- Smith & Wesson "Victory"
- تپانچه Browning FN-Inglis No.2 Mk.I*
- Colt M1911/A1

تفنگ
- Enfield M1917
- Lee Enfield No.I Mk.III*
- Lee Enfield No.4 Mk.I
- Pattern 14 (P14) "No.3"
- تفنگ No.5 Mk.I "Jungle Carbine"

مسلسل
- تفنگ استن
- Lanchester
- Thompson M1928, M1928A1, M1, M1A1

تیربار
- تیربار سبک Bren
- تیربار سبک Lewis
- تیربار متوسطVickers
- تیربار گازیVicker Gas Operated (VGO) "Vickers K" (کمیاب)

جنگ‌افزار ضد تانگ
- PIAT (نورافکن، سرباز پیاده، ضد تانک)
- تفنگ، ضد تانک، .55 in, Boys

نارنجک
- No.36M Mk.I نارنجک تکه‌تکه شوندهٔ دستی/تفنگی "Mills Bomb"
- Grenade, Rifle No. 68 AT - HEAT anti-tank rifle grenade
- No.69 Mk.I Bakelite Concussion Hand Grenade
- No.76 Special Incendiary Phosphorus Hand Grenade
- No.73 Anti-Tank Hand Grenade "Thermos Grenade"
- No.74 ST Grenade, or "Sticky Bomb" - an anti-tank hand grenade
- No.75 Anti-Tank Hand Grenade, or "Hawkins Grenade"/"Hawkins Mine"
- No.77 White Phosphorus Hand Grenade
- No.82 Anti-Tank Hand Grenade "Gammon Grenade/Bomb"

آتش‌افکن
- No.II Mk.II Flamethrower "Lifebuoy"